# Jaguar XJ220
El Jaguar XJ220 es un automóvil superdeportivo cupé de dos puertas producido por el fabricante británico Jaguar, en colaboración con Tom Walkinshaw Racing, que compitió por la escudería inglesa Jaguar entre 1992 y 1994.

## Historia

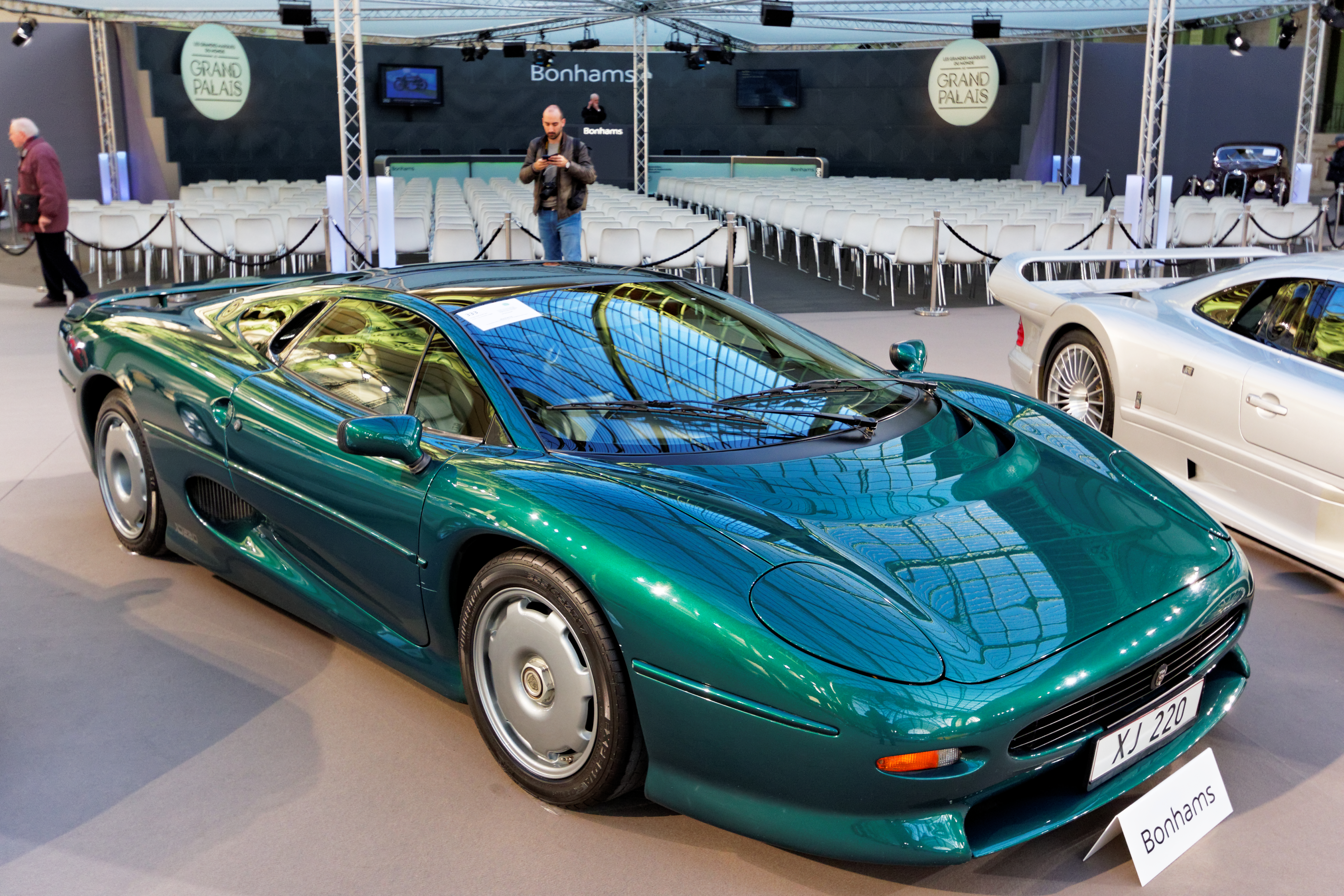
Un modelo 1992 subastado por la compañía Bonhams en el Grand Palais de París en 2016.

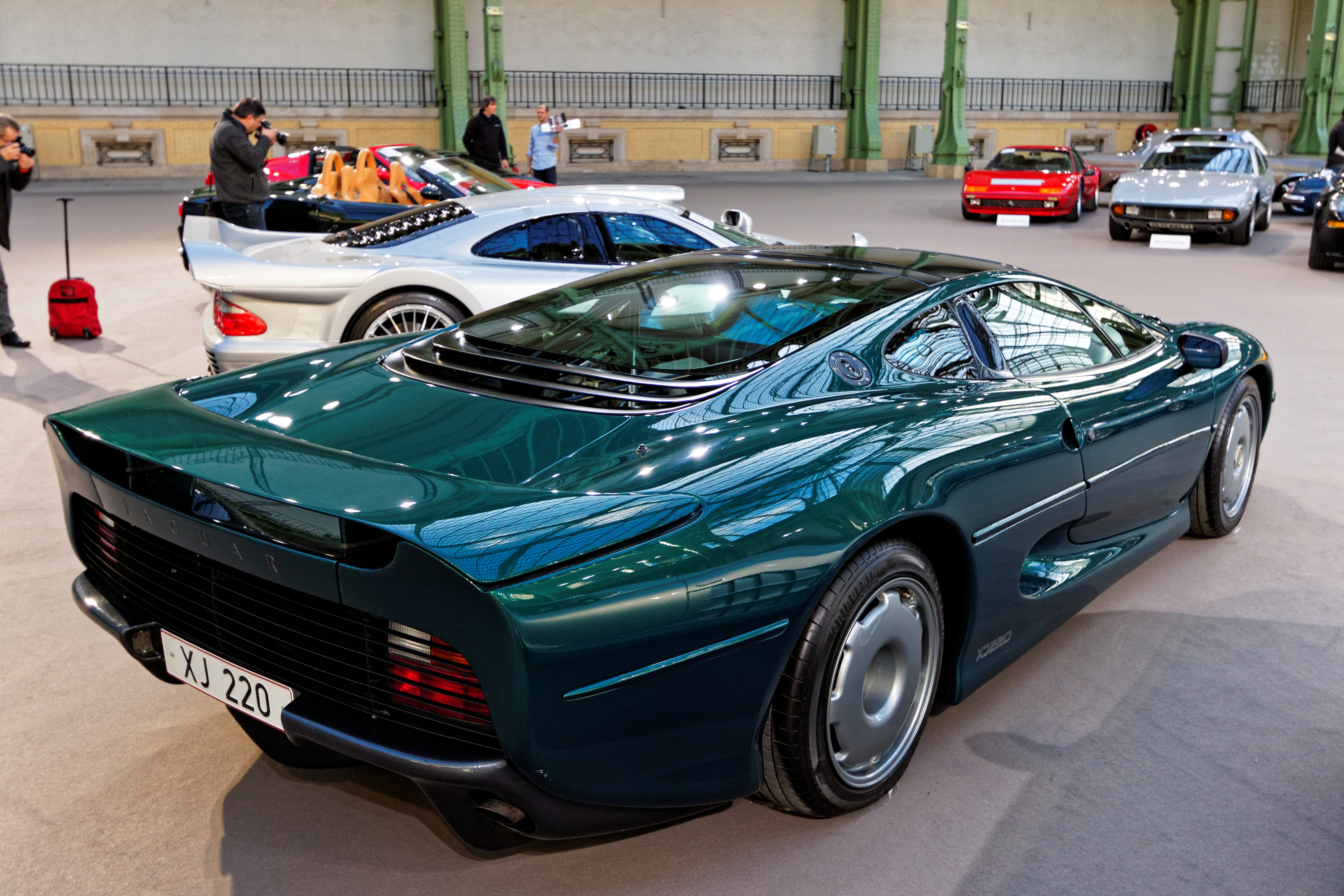
Vista trasera.

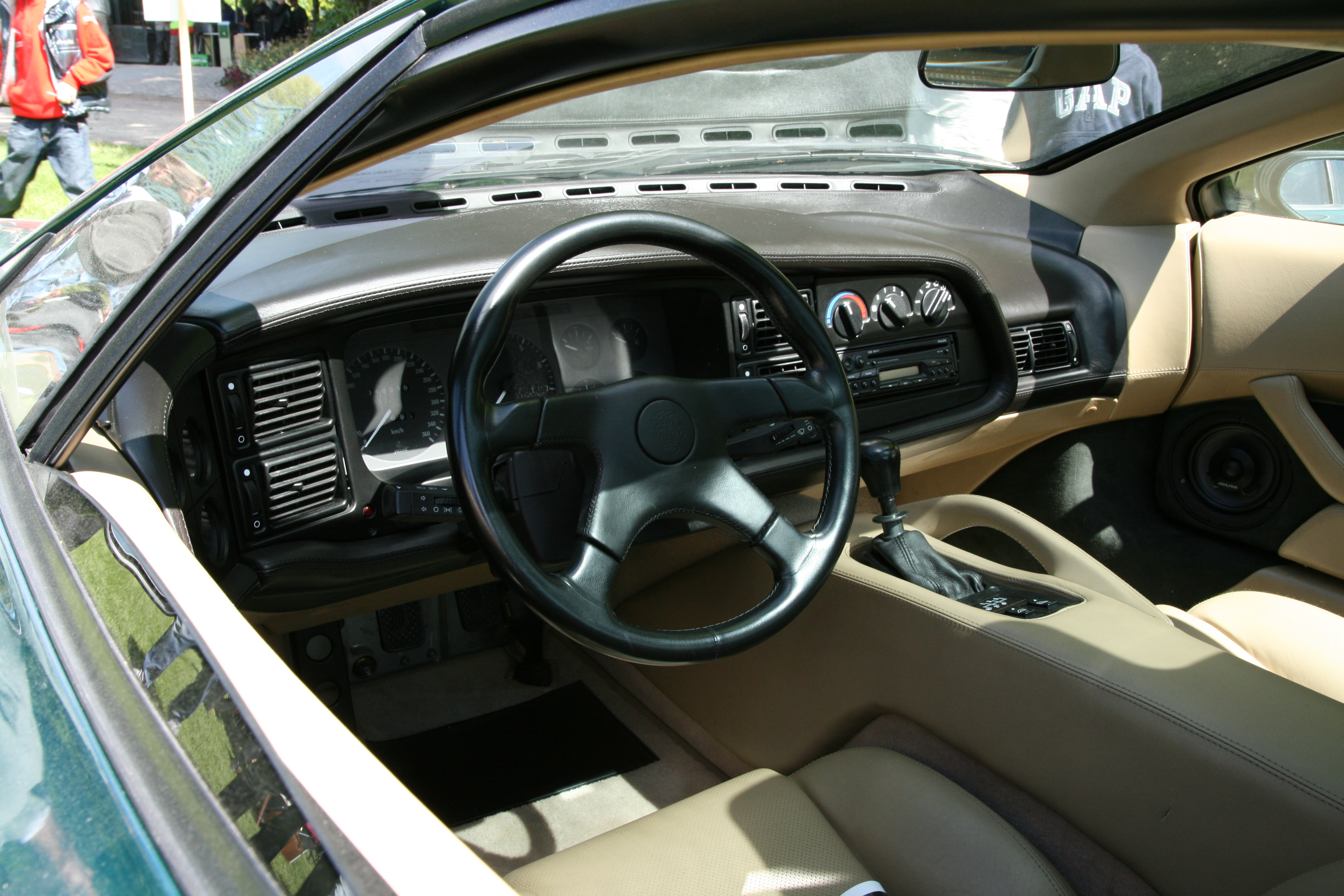
Habitáculo interior de un modelo 1994.

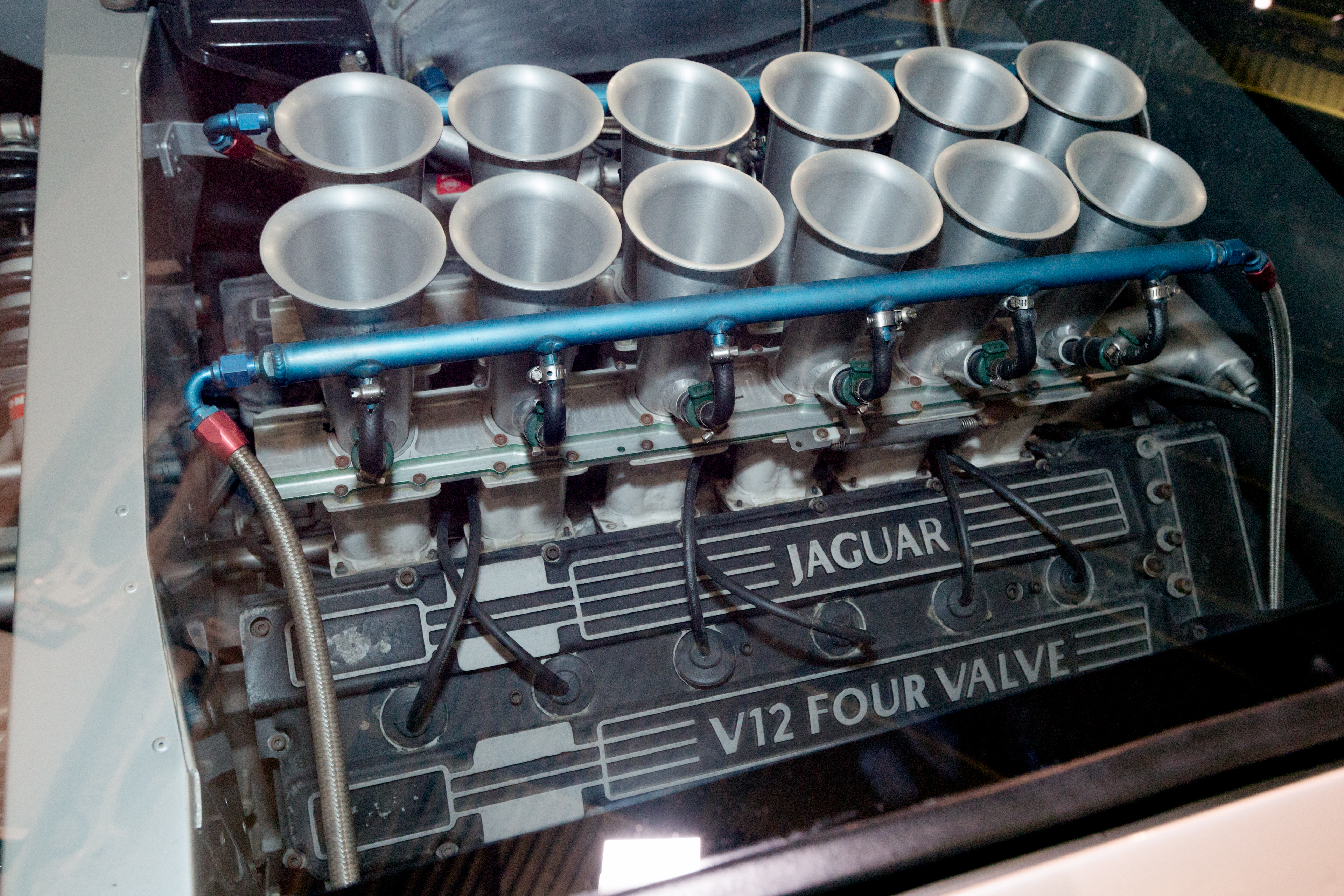
Motor V12 del concepto original de 1988, en el Museo Británico del Motor en Gaydon, Warwickshire.

En 1984, uno de los ingenieros del departamento de diseño y desarrollo de Jaguar pensó en un vehículo que pudiera rivalizar con la nueva y última creación del fabricante alemán Porsche, el 959. En esos momentos, Lamborghini aceleraba el alumbramiento del Diablo, sustituto del Countach; reaparece Bugatti; Ferrari lanza el F40; Cizeta crea el Moroder y Vector Aeromotive lanza el W8. De hecho, es el más rápido en la historia de la marca, hasta ahora.
Era más veloz que el Ferrari F40 y el Lamborghini Diablo alcanzando 210,5 mph (338,8 km/h), una aceleración de 0 a 60 mph (96,6 km/h) en 4.8 segundos y el 1/4 milla (402 m) en 12.4 segundos, según una prueba realizada por Road & Track, pero en cambio su manejo era mucho más delicado que el del F40, 959 o EB110.
Cuando no era más que un fascinante prototipo, atrajo tanta atención y agitó los talonarios de tanta gente, que Jaguar lo guardó en la recámara para pensar en su futuro. Más tarde, tras valorarlo junto a Tom Walkinshaw, propietario del 50% de Jaguar, concluyeron que podía venderse un coche de ese estilo, pero con una mecánica diferente y en unidades muy limitadas. Walkinshaw apostó por Mike Moreton, de Ford, como su gerente de proyecto para que esto sucediera.
Durante 1989, todo el proyecto fue reformulado. Presionado por Walkinshaw y, tomando la visión pragmática de "reducir costes", los dolores de cabeza de desarrollo y el tiempo involucrado, Jaguarsport decidió abandonar el motor V12, el sistema de tracción en las cuatro ruedas del prototipo y el diseño de puertas de tijera, en favor de un V6 de cuatro árboles de levas turboalimentado. La distancia entre ejes del XJ220 podría ser más corta y todo el coche considerablemente más ligero. 
Aunque el estilo definitivo parecía similar al original, era considerablemente más corto, la distancia entre ejes se redujo en 8 pulgadas (20,3 cm) y era mucho más ligero. El exdiseñador de coches de carreras Richard Owen dirigió un pequeño equipo de diseño en Bloxham; no hubo aportaciones de los ingenieros convencionales de Jaguar ni de Ford; el resultado fue un modelo relativamente simple que podría ensamblarse a mano a razón de tres o cuatro coches por semana.
La carrocería mantuvo los paneles de aluminio del autoconcepto y para el coche de producción, la tecnología en estructuras de vehículos era tipo panal de abejas (honeycomb) unido, proporcionado por la compañía canadiense Alcan. Asimismo, fue contratada la compañía Abbey Panels de Coventry para manufacturar el armazón. Por su parte, el monocasco del chasis también de aluminio, revestido con una carcasa de aleación ligera, rodeaba una cabina compacta de biplaza. El motor V6 derivado del MG Metro 6R4, con dos turbocompresores al igual que los Jaguar XJR de carreras, estaba detrás del habitáculo y la transmisión era de cinco velocidades.
Bloxham solamente sería una planta de ensamblaje, ya que los paneles de aluminio serían suministrados por especialistas con sede en las Midlands. Aunque la cabina estaba construida de manera cuidadosa y había canales aerodinámicos de 'efecto de suelo' debajo del piso, no había lugar en este proyecto para frenos antibloqueo, una de las razones es que un sistema ABS adecuado siempre lleva años de desarrollo y el XJ220 no disponía de ese tiempo.
Para 1991, los prototipos habían completado sus pruebas y se habían llevado a cabo algunas sorprendentes pruebas de alta velocidad en el Circuito de Nardò, en el sur de Italia, registrando 217,1 mph (349,4 km/h). Al mismo tiempo, la economía había entrado en recesión y muchas personas ricas encontraron que sus fondos se esfumaron y, de repente, la cartera de pedidos del XJ220 se vio rápidamente menguada.
Todo esto restó fuerza al valor de los automóviles de ₤ 400000 que comenzaron a llegar a los clientes a mediados de 1992. Aquellos que siguieron a sus instintos en 1989 descubrieron que tenían un coche de carretera de aspecto magnífico, capaz e increíblemente rápido, que solamente sería superado por otra máquina un poco más tarde: el McLaren F1.
Sin embargo, todo en el XJ220 era extremo. Era grande, muy ancho y de proporciones sustanciales para un biplaza, demasiado rápido para manejarse bien en las vías públicas. Caro para reparar cada vez que algo se estropeaba, solamente era necesario mirar los neumáticos traseros de 18 pulgadas (45,7 cm) y las ruedas de aleación para darse cuenta de lo costoso que sería un simple arañazo: definitivamente, era un automóvil para los días de temporada alta y las vacaciones.
Salió a la venta en 1992 como evolución de un prototipo que se había dejado ver con éxito en el Salón del automóvil de Birmingham de 1988 en el NEC. Jaguar luchó mucho para colocar las unidades que fabricaba y, finalmente, terminó el proyecto en 1994. La euforia de mediados de los años 80 se desvanece al encontrarse con una ferviente competencia que resta clientela. Por ello, solamente se habían construido 281 coches de los 350 originalmente planeados.
La idea original contaba con una tracción total permanente, 4 ruedas directrices, suspensión inteligente y un V12 de 6222 cm³ (6,2 L; 379,7 plg³) con más de 500 HP (507 CV; 373 kW) y 400 lb·pie (542 N·m). Sin embargo, tras unos problemas económicos, Ford toma el control en 1988, quien para abaratar el coste del proyecto, realizó unas modificaciones que eliminaron la tracción integral, las 4 ruedas directrices, la suspensión activa y sustituyeron el V12 por el V6 biturbo derivado de la competencia.

## Récord mundial

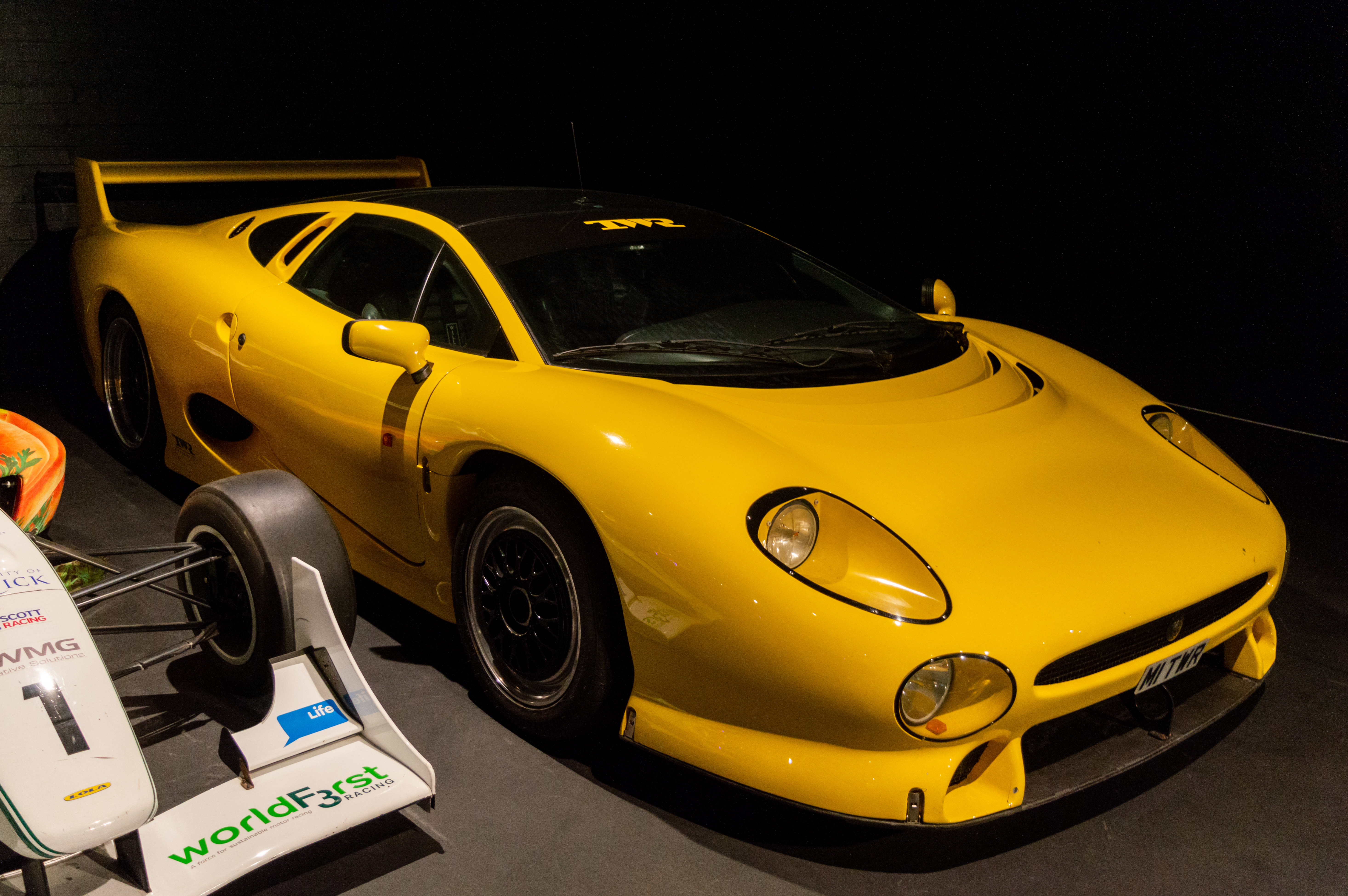
Versión XJ220S de 1994.

De acuerdo con la revista británica Car, Jaguar esperaba lograr una velocidad de 220 mph (354 km/h) (de ahí el nombre), principalmente por razones de promoción. En las primeras pruebas, el coche que era conducido por Martin Brundle, estaba configurado con las especificaciones estándar de serie, es decir, convertidor catalítico y un régimen máximo más bajo de 7400 rpm, logró llegar a una velocidad máxima de 212,3 mph (341,7 km/h), la misma que se había logrado en Fort Stockton, Texas en 1991, con lo que lo convirtió en el auto de producción más rápido en ese momento.
Posteriormente, el límite de revoluciones fue incrementado a 7900 rpm y el convertidor catalítico fue removido para instalar un sistema de escape recto, a fin de realizar una segunda serie de pruebas, cuyo resultado fue de 217,1 mph (349,4 km/h), aunque una velocidad más baja de 216 mph (347,6 km/h), fue registrada por un segundo dispositivo de telemetría instalado a bordo. Se estimó que al remover los convertidores catalíticos, los cuales no eran obligatorios en Europa en ese momento, incrementaron la potencia en alrededor de 50 HP (51 CV; 37 kW).
Tenía el récord mundial de velocidad del Libro Guinness de los récords, como se ha establecido y reportado en sus ediciones de 1994 a 1999, hasta antes de la llegada del McLaren F1, conducido por Andy Wallace en marzo de 1998, logrando alcanzar un nuevo récord de 240,1 mph (386,4 km/h).
En 1991, un prototipo del Jaguar XJ220 se encontraba en el circuito de alemán de Nürburgring realizando unas pruebas. Registró una impresionante vuelta al trazado en 7:36.46 y lo convirtió en el coche de producción más rápido en dar una vuelta al "Infierno Verde", hasta ese momento.

## Especificaciones

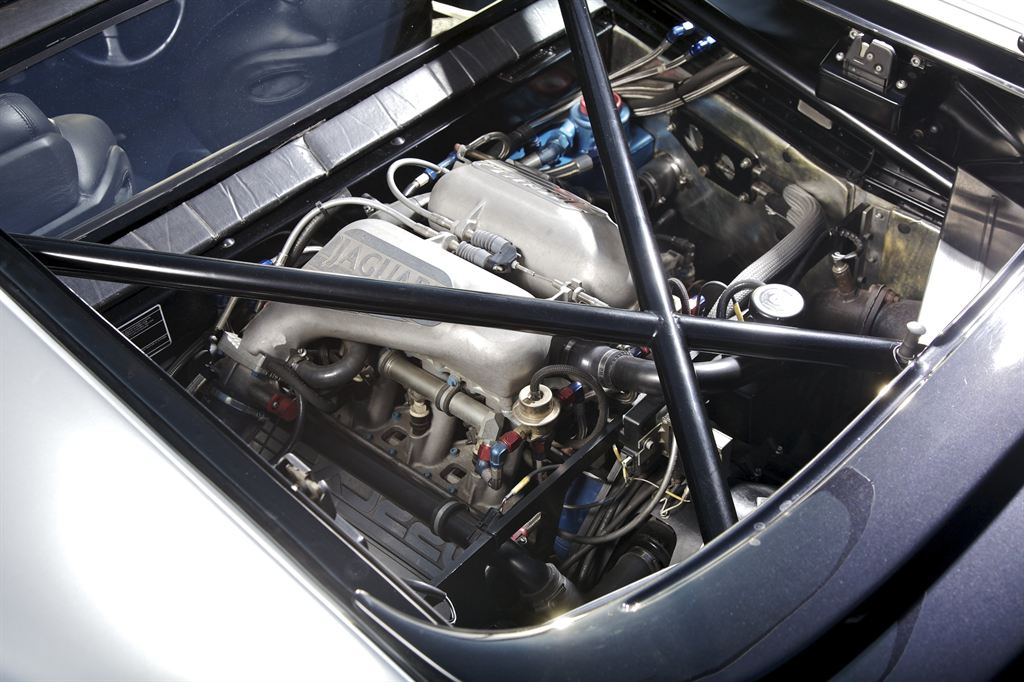
Vista del motor JRV-6.

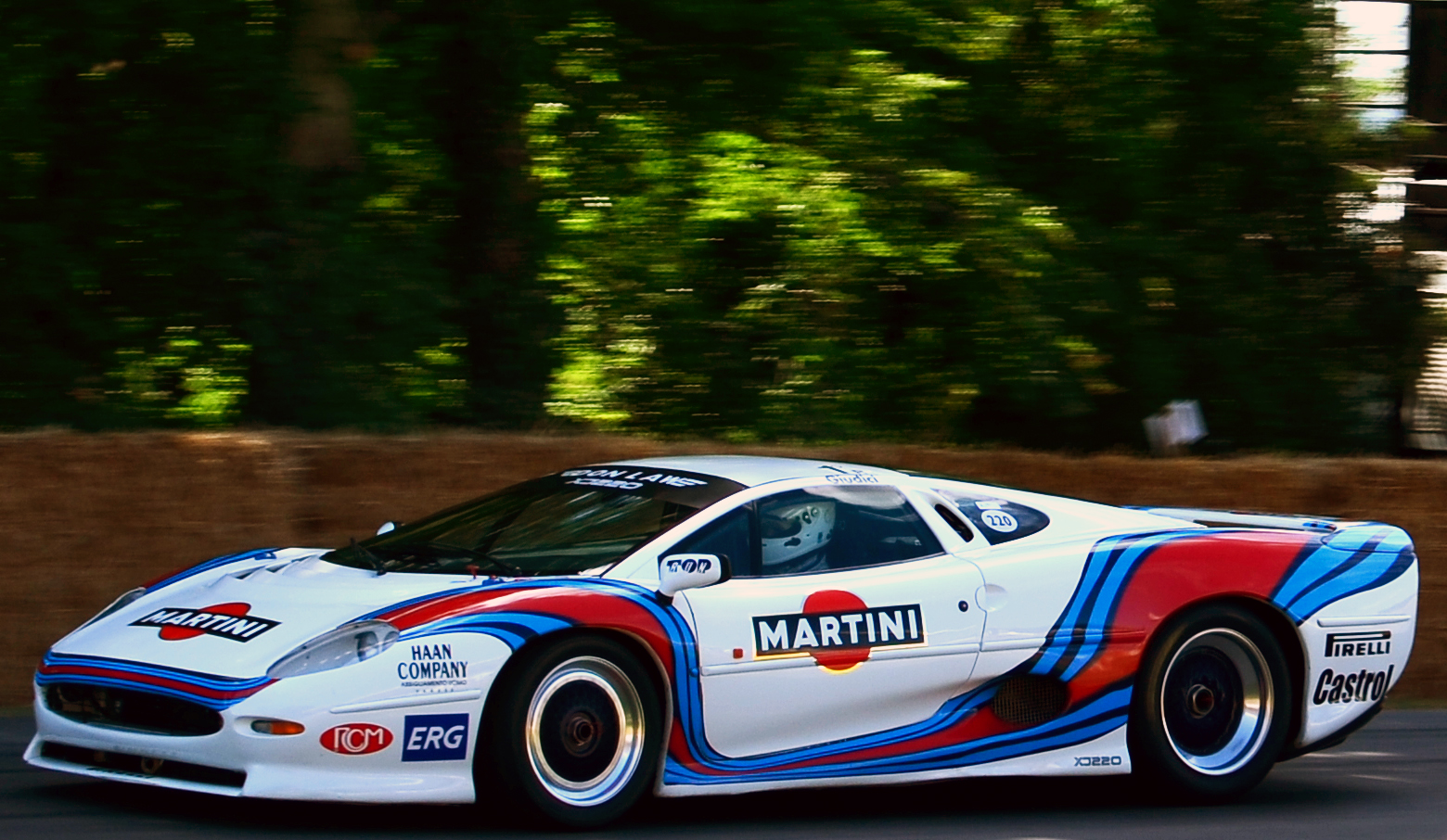
GT de competición en el Festival de la Velocidad de Goodwood de 2014.

Tenía un V6 a 90° de gasolina de 3498 cm³ (3,5 litros) con código JRV-6, que desarrollaba una potencia máxima de 542 HP (550 CV; 404 kW) a 7200 rpm y un par motor máximo de 475 lb·pie (644 N·m) a 4500 rpm. Asimismo, hubo una versión especial limitada a solamente seis unidades producidas entre 1993 y 1994, denominada XJ220S, cuyas mejoras incluían una reducción de peso a 1080 kg (2381 lb), complementado por un incremento de potencia a 680 HP (689 CV; 507 kW) y un par máximo de 526 lb·pie (713 N·m), con una carrocería de fibra de carbono, además de la eliminación de elementos no esenciales, como aire acondicionado y equipo de sonido para la reducción de peso.
| Materiales del motor   | Bloque y cabezas de aleación de aluminio, con bielas y cigüeñal de acero        |
| Distribución           | Doble (DOHC) árbol de levas a la cabeza y 4 válvulas por cilindro (24 en total) |
| Diámetro x carrera     | 94 x 84 mm (3,70 x 3,31 pulgadas)                                               |
| Relación de compresión | 8.3:1                                                                           |
| Alimentación           | Inyección secuencial multipunto electrónica Zytek                               |
| Aspiración             | Biturbo Garrett AiResearch T3 con dobles intercoolers aire-aire                 |
| Tipo de combustible    | RON 98 Súper o 95 sin plomo                                                     |
| Embrague               | AP Racing de doble plato de 8,5 pulgadas (21,6 cm)                              |
| Sistema de lubricación | Cárter seco                                                                     |
| Diferencial            | De deslizamiento limitado (o tipo Ferguson)                                     |
| Aceleración            | 0 a 100 mph (0 a 161 km/h) en 8 segundos Al 1/4 de milla (402 m): 12.4 segundos |

| 1.ª  | 2.ª  | 3.ª  | 4.ª  | 5.ª  | Final |
| ---- | ---- | ---- | ---- | ---- | ----- |
| 3.00 | 1.95 | 1.42 | 1.09 | 0.85 | 2.88  |

## Competición
En 1993, Jaguar disputó las 24 Horas de Le Mans con tres unidades del XJ220-C. El equipo inglés se alzó con la victoria en la categoría GT, imponiéndose a una legión de Porsche. Magníficas noticias para Jaguar. Sin embargo, tratándose del XJ220, este no fue el final de la historia. Más tarde, se descubrió que los coches no llevaban los convertidores catalíticos, algo que era obligatorio según el reglamento. De esta forma, fueron descalificados y desposeídos del título.

## En la cultura popular
Ha aparecido en algunas series de videojuegos de carreras, tales como: Jaguar XJ220 de la compañía Core Design, Need for Speed, Forza, Gran Turismo, entre otras.